# 羅恩縣 (北卡羅萊納州)
羅恩县（英語：Rowan County）是位於美國北卡羅萊納州中西部的一個縣。面積1,357平方公里。根據美國2000年人口普查，共有人口130,340人。縣治索爾茲伯里 （Salisbury）。
洛萬郡成立於1753年3月25日，縣名紀念代總督馬修·羅恩 （Matthew Rowan）。